# Travis Scott
Jacques Berman Webster II, mer känd under artistnamnet Travis Scott, född 30 april 1991 i Houston, Texas, är en amerikansk rappare, sångare, låtskrivare och musikproducent. Han var tillsammans med Kylie Jenner till och från mellan 2017 och 2023, och de har tillsammans en dotter född 2018 och en son född 2022.

## Biografi
Jacques Berman Webster II föddes i Houston, Texas och växte upp i Missouri City, ett medelklass förortsområde sydväst om Houston. Scott bodde med sin mormor, men kom sedan att flytta vidare till förorten, där hans mor arbetade på AT&T och hans far var egenföretagare. Scott studerade vid University of Texas i San Antonio innan han hoppade av med målet att till fullo satsa på sin musikkarriär.

## Kontroverser

### Astroworld Festival 2021
Den 5 november 2021 dog minst åtta personer och hundratals skadades efter att en mängd konsertbesökare sprang mot scenen under Scotts framträdande på Astroworld Festival i NRG Park i Houston, Texas. Videor av händelsen visade att Scotts konsert fortsatte trots att publiken vädjade till honom att stoppa showen, där Scott observerade att publiken hade skadats, sa åt säkerhetstjänsten att "help, jump in real quick, keep going" och sedan fortsatte med resten av showen som planerat. Efter festivalen framhävdes Scotts historia av åsidosättande av publikens säkerhet av nyhetskanaler, med uttalanden från ett fan som hade blivit förlamad vid Scotts framträdande under 2017 Astroworld Festival som presenterades i Rolling Stone.

## Diskografi

### Studioalbum
| År   | Album                           |
| ---- | ------------------------------- |
| 2015 | Rodeo                           |
| 2016 | Birds in the Trap Sing McKnight |
| 2017 | Huncho Jack, Jack Huncho        |
| 2018 | ASTROWORLD                      |
| 2019 | JACKBOYS                        |
| 2023 | Utopia                          |

### Singlar
| År   | Titel                                                                                       | Album                                                            |
| ---- | ------------------------------------------------------------------------------------------- | ---------------------------------------------------------------- |
| 2013 | "Quintana"                                                                                  | Owl Pharaoh                                                      |
| 2013 | "Upper Echelon" (feat. T.I. och 2 Chainz)                                                   | Owl Pharaoh                                                      |
| 2014 | "Don't Play" (feat. The 1975 och Big Sean)                                                  | Days Before Rodeo                                                |
| 2014 | "Mamacita" (feat. Rich Homie Quan och Young Thug)                                           | Days Before Rodeo                                                |
| 2015 | "3500" (feat. Future och 2 Chainz)                                                          | Rodeo                                                            |
| 2015 | "Antidote"                                                                                  | Rodeo                                                            |
| 2016 | "A-Team"                                                                                    | —                                                                |
| 2016 | "Wonderful" (feat. The Weeknd)                                                              | Birds in the Trap Sing McKnight                                  |
| 2016 | "Goosebumps" (feat. Kendrick Lamar)                                                         | Birds in the Trap Sing McKnight                                  |
| 2016 | "Pick Up the Phone" (med Young Thug feat. Quavo)                                            | Birds in the Trap Sing McKnight och Jeffery                      |
| 2016 | "Champions" (med Kanye West, Gucci Mane, Big Sean, 2 Chainz, Yo Gotti, Quavo och Desiigner) | Cruel Winter                                                     |
| 2017 | "Go Off" (med Lil Uzi Vert och Quavo)                                                       | The Fate of the Furious: The Album                               |
| 2018 | "Watch" (med Lil Uzi Vert och Kanye West)                                                   | —                                                                |
| 2018 | "Sicko Mode" (feat. Drake)                                                                  | ASTROWORLD                                                       |
| 2018 | "Yosemite" (med Gunna och Nav)                                                              | ASTROWORLD                                                       |
| 2019 | "Wake Up" (med The Weeknd)                                                                  | ASTROWORLD                                                       |
| 2019 | "CHopstix" (med Schoolboy Q)                                                                | Crash Talk                                                       |
| 2019 | "Power Is Power" (med SZA och The Weeknd)                                                   | For the Throne: Music Inspired by the HBO Series Game of Thrones |
| 2019 | "Antisocial" (med Ed Sheeran)                                                               | No. 6 Collaborations Project                                     |
| 2019 | "Highest in the Room"                                                                       | —                                                                |

### Tillsammans med andra
| År   | Titel                                                                     | Album                             |
| ---- | ------------------------------------------------------------------------- | --------------------------------- |
| 2015 | "No Feelings" (PartyNextDoor feat. Travis Scott)                          | —                                 |
| 2016 | "Whole Lotta Lovin" (DJ Mustard feat. Travis Scott)                       | —                                 |
| 2016 | "Bake Sale" (Wiz Khalifa feat. Travis Scott)                              | Khalifa                           |
| 2016 | "No English" (Juicy J feat. Travis Scott)                                 | —                                 |
| 2016 | "Last Time" (Gucci Mane feat. Travis Scott)                               | The Return of East Atlanta Santa  |
| 2017 | "Love Galore" (SZA feat. Travis Scott)                                    | Ctrl                              |
| 2017 | "Portland" (Drake feat. Quavo & Travis Scott)                             | More Life                         |
| 2017 | "White Dress" (Louis B. feat. Travis Scott & King Louie)                  | Neon Rain II                      |
| 2017 | "Know No Better" (Major Lazer feat. Travis Scott, Camila Cabello & Quavo) | Know No Better                    |
| 2017 | "Sky Walker" (Miguel feat. Travis Scott)                                  | War & Leisure                     |
| 2017 | "4 AM" (2 Chainz feat. Travis Scott)                                      | Pretty Girls Like Trap Music      |
| 2017 | "Deserve" (Kris Wu feat. Travis Scott)                                    | Antares                           |
| 2017 | "Dark Knight Dummo" (Trippie Redd feat. Travis Scott)                     | Life's a Trip                     |
| 2018 | "Close" (Rae Sremmurd feat. Travis Scott)                                 | SR3MM                             |
| 2018 | "Zeze" (Kodak Black feat. Travis Scott & Offset)                          | Dying to Live                     |
| 2018 | "Dangerous World" (Mustard feat. Travis Scott & YG)                       | —                                 |
| 2018 | "Neighbor" (Juicy J feat. Travis Scott)                                   | —                                 |
| 2019 | "Mile High" (James Blake feat. Travis Scott & Metro Boomin)               | Assume Form                       |
| 2019 | "First Off" (Future feat. Travis Scott)                                   | Future Hndrxx Presents: The WIZRD |
| 2019 | "The London" (Young Thug feat. J. Cole & Travis Scott)                    | So Much Fun                       |
| 2019 | "Take What You Want" (Post Malone feat. Ozzy Osbourne & Travis Scott)     | Hollywood's Bleeding              |